# Wipsowo
Wipsowo (tyska Wieps) är en by i Ermland-Masuriens vojvodskap i nordöstra Polen. Byn hade 764 invånare år 2007.

## Personer från Wipsowo
- Emil Stürtz (1892–1945), tysk nazistisk politiker